# Melliodendron xylocarpum
Melliodendron xylocarpum är en storaxväxtart som beskrevs av Hand.-mazz. Melliodendron xylocarpum ingår i släktet Melliodendron och familjen storaxväxter. Inga underarter finns listade i Catalogue of Life.